# Musa Al-Taamari
Mousa Mohammad Sulaiman Al-Taamari (* 10. června 1997) je jordánský fotbalista, který hraje jako pravé křídlo za francouzský klub Rennes a jordánskou reprezentaci. Na Mistrovství Asie v roce 2023 dovedl svou zemi do finále. Mousa je prvním jordánským hráčem, který hrál v jedné z pěti evropských lig s nejvyšším koeficientem. Je známý svým driblinkem a schopností tvorby hry a je považován za jednoho z nejlepších jordánských fotbalistů v historii.